# دیدارهای فوتبال ایران و بحرین
تیم ملی ایران و تیم ملی بحرین تاکنون ۱۹ بار در مقابل یکدیگر قرار گرفته‌اند. حاصل این ۱۹ بازی،
۹ پیروزی برای ایران، ۵ پیروزی برای بحرین و ۵ تساوی بوده است 
در این بازیها جمعا ۴۸ گل به ثمر رسیده است که سهم ایران ۳۵ گل و سهم بحرین ۱۳ گل میباشد 
از مهمترین بازیهایی که بین این دو تیم برگزار شده است میتوان به بازی رده‌بندی جام ملتهای آسیا در سال ۲۰۰۴ اشاره کرد که با برتری ۴ بر ۲ ایران به پایان رسید 
ایران تا بحال تنها ۱ بار توانسته بحرین را در زمین این تیم شکست دهد.
در بازی برگزار شده بین این دوتیم در انتخابی جام جهانی ۲۰۲۲،  در هنگام پخش سرود ملی ایران، هواداران بحرین در حرکتی بی‌شرمانه به سرود ملی ایران توهین کردند در صورتی که ایران میهمان بازی بود و این حرکت واکنش های بسیاری را در پی داشت  که در همین راستا سایت فدراسیون فوتبال بحرین هک شد و سرود ملی ایران  در آن پخش شد

## بهترین برد
بهترین برد تیم ایران در برابر تیم بحرین با نتیجه ۶ بر ۰ بوده است؛ که دوبار، بار اول در سال ۱۳۵۳ در ورزشگاه امجدیه و بار دوم در سال ۱۳۹۰ در ورزشگاه آزادی اتفاق افتاده است.
نکته جالب در مورد این دو بازی این است که ۱۲ گل این دو بازی توسط دوازده بازیکن متفاوت به ثمر رسیده است.
بهترین برد تیم ملی بحرین نیز برابر ایران با نتیجه ۴ بر ۲ در سال ۱۳۸۸ در یک بازی دوستانه حاصل شده است.

## فاصله بین بردها
دو بازی اول بین این دو تیم با برتری ایران به پایان رسیده و تیم بحرین در بازی چهارم موفق به کسب اولین بردش در برابر ایران شده است
بیشترین فاصله‌ای که بین دو برد بحرین افتاده است پنج بازی میباشد..
تیم ایران فقط دو بار توانسته است دو بازی متوالی را با برد پشت سر بگذارد و هرگز بردهای متوالیش در برابر تیم بحرین به بیشتر از دو بازی افزایش پیدا نکرده است. همچنین تیم بحرین هم یکبار موفق شده است دو بازی متوالی در برابر ایران را با برد پشت سر بگذارد
بیشترین فاصله‌ای که بین دو برد ایران افتاده است دو بازی است.

## بررسی کلی بازیها
| بردهای ایران | ۹ بازی  |             | گل‌های ایران | ۳۵ گل                            |         | بازی‌های برگزار شده در ایران | ۶ بازی |
| مساوی        | ۵ بازی  | گل‌های بحرین | ۱۳ گل       | بازی‌های برگزار شده در کشور بی‌طرف | ۶ بازی  |                             |        |
| بردهای بحرین | ۵ بازی  |             |             | بازی‌های برگزار شده در بحرین      | ۷ بازی  |                             |        |
| مجموع بازی‌ها | ۱۹ بازی | مجموع گل‌ها  | ۴۸ گل       | مجموع بازی‌ها                     | ۱۹ بازی |                             |        |

## عنوان بازیها
| #   | عنوان بازی              | تعداد بازی | برد ایران | برد بحرین | مساوی |
| --- | ----------------------- | ---------- | --------- | --------- | ----- |
| ۱   | مقدماتی جام جهانی*      | ۸          | ۳         | ۲         | ۳     |
| ۲   | جام ملتهای آسیا         | ۲          | ۲         | -         | -     |
| ۳   | بازیهای المپیک آسیایی   | ۲          | ۱         | -         | ۱     |
| ۴   | فوتبال غرب آسیا         | ۲          | ۱         | -         | ۱     |
| ۵   | مقدماتی جام ملتهای آسیا | ۲          | ۱         | ۱         | -     |
| ۶   | دوستانه                 | ۲          | -         | ۲         | -     |
| ۷   | مقدماتی المپیک          | ۱          | ۱         | -         | -     |
| جمع | جمع                     | ۱۹         | ۹         | ۵         | ۵     |

- ۲ بازی با عنوان "مقدماتی مشترک جام جهانی و جام ملت‌های آسیا"

| عملکرد دو تیم در بازیهای رسمی | عملکرد دو تیم در بازیهای رسمی | عملکرد دو تیم در بازیهای رسمی | عملکرد دو تیم در بازیهای رسمی |
| ----------------------------- | ----------------------------- | ----------------------------- | ----------------------------- |
| بازی                          | برد ایران                     | برد بحرین                     | مساوی                         |
| ۱۷ بازی                       | ۹ بازی                        | ۳ بازی                        | ۵ بازی                        |

## میزبان و میهمان
| بازیهایی که در ایران برگزار شده است       | بازیهایی که در ایران برگزار شده است | بازیهایی که در ایران برگزار شده است | بازیهایی که در ایران برگزار شده است |
| تیم                                       | برد                                 | مساوی                               | باخت                                |
| ----------------------------------------- | ----------------------------------- | ----------------------------------- | ----------------------------------- |
| ایران                                     | ۵                                   | ۱                                   | ۰                                   |
| بحرین                                     | ۰                                   | ۱                                   | ۵                                   |
| بازیهایی که در بحرین برگزار شده است       |                                     |                                     |                                     |
| تیم                                       | برد                                 | مساوی                               | باخت                                |
| ایران                                     | ۱                                   | ۲                                   | ۴                                   |
| بحرین                                     | ۴                                   | ۲                                   | ۱                                   |
| بازیهایی که در کشوری بی‌طرف برگزار شده است |                                     |                                     |                                     |
| تیم                                       | برد                                 | مساوی                               | باخت                                |
| ایران                                     | ۳                                   | ۲                                   | ۱                                   |
| بحرین                                     | ۱                                   | ۲                                   | ۳                                   |

## فهرست کلی بازیها
| #  | تاریخ      | نتیجه بازی        | شهر / ورزشگاه               | عنوان بازیها                                  | گلزنان                                                                                             |
| -- | ---------- | ----------------- | --------------------------- | --------------------------------------------- | -------------------------------------------------------------------------------------------------- |
| ۱۹ | ۱۴۰۰/۰۳/۱۷ | ایران ۳ - ۰ بحرین | الرفاع، بحرین، ملی بحرین    | مقدماتی جام جهانی ۲۰۲۲ و جام ملت‌های آسیا ۲۰۲۳ | آزمون (۵۴ و ۶۱) – طارمی (۷۹)                                                                       |
| ۱۸ | ۱۳۹۸/۰۷/۲۳ | بحرین ۱ - ۰ ایران | الرفاع، بحرین، ملی بحرین    | مقدماتی جام جهانی ۲۰۲۲ و جام ملت‌های آسیا ۲۰۲۳ | الحردان (۶۵ - پنالتی)                                                                              |
| ۱۷ | ۱۳۹۳/۱۰/۲۱ | ایران ۲ - ۰ بحرین | ملبورن، استرالیا، و. کانبرا | جام ملت‌های آسیا ۲۰۱۵                          | حاج صفی (۴۵) – شجاعی (۷۱)                                                                          |
| ۱۶ | ۱۳۹۱/۹/۲۲  | ایران ۰ - ۰ بحرین | کویت، کویت، ورزشگاه کاظمه   | فوتبال غرب آسیا ۲۰۱۲                          | [ ۱۱ ]                                                                                             |
| ۱۵ | ۱۳۹۰/۸/۲۰  | بحرین ۱ - ۱ ایران | منامه، بحرین، و. ملی بحرین  | مقدماتی جام جهانی ۲۰۱۴                        | جباری (۹۳) ** طیب (۴۵)                                                                             |
| ۱۴ | ۱۳۹۰/۷/۱۹  | ایران ۶ - ۰ بحرین | تهران، ایران، آزادی         | مقدماتی جام جهانی ۲۰۱۴                        | حسینی (۲۲) – جباری (۳۴) – عقیلی (۴۲) تیموریان (۶۲) – انصاری فرد (۷۵) – رضایی (۸۳)                  |
| ۱۳ | ۱۳۸۹/۷/۲   | ایران ۳ - ۰ بحرین | امان، اردن، ملک عبداله      | فوتبال غرب آسیا ۲۰۱۰                          | هادی عقیلی (۳۶ و ۳۸) – مهرداد اولادی (۴۷)                                                          |
| ۱۲ | ۱۳۸۸/۶/۹   | بحرین ۴ - ۲ ایران | منامه، بحرین، و. ملی بحرین  | بازی دوستانه                                  | زندی (۳۷ و ۸۳-پ) ** عبدالرحمان (۱۰) – عبدالطیف (۲۷) سلمان عیسی (۵۳) – سیدعدنان (۹۰-پ)              |
| ۱۱ | ۱۳۸۷/۱/۲   | بحرین ۱ - ۰ ایران | منامه، بحرین، و. ملی بحرین  | بازی دوستانه                                  | محمد حسین (۶۴)                                                                                     |
| ۱۰ | ۱۳۸۴/۳/۱۸  | ایران ۱ - ۰ بحرین | تهران، ایران، آزادی         | مقدماتی جام جهانی ۲۰۰۶                        | محمد نصرتی (۴۷)                                                                                    |
| ۹  | ۱۳۸۳/۱۱/۲۱ | بحرین ۰ - ۰ ایران | منامه، بحرین، و. ملی بحرین  | مقدماتی جام جهانی ۲۰۰۶                        | [ ۱۸ ]                                                                                             |
| ۸  | ۱۳۸۳/۵/۱۶  | ایران ۴ - ۲ بحرین | پکن، چین، و. کارگران        | جام ملت‌های آسیا ۲۰۰۴                          | نکونام (۱۰) – کریمی (۵۲) – دایی (۸۰-پ و ۹۰) طلال یوسف (۴۸) – صالح فرحان (۵۷)                       |
| ۷  | ۱۳۸۰/۷/۲۹  | بحرین ۳ - ۱ ایران | منامه، بحرین، و. ملی بحرین  | مقدماتی جام جهانی ۲۰۰۲                        | علی دایی ** مرزوقی (۷) – حسین علی (۴۴) – محمد حسین (۹۰)                                            |
| ۶  | ۱۳۸۰/۶/۲۳  | ایران ۰ - ۰ بحرین | تهران، ایران، آزادی         | مقدماتی جام جهانی ۲۰۰۲                        | [ ۲۱ ]                                                                                             |
| ۵  | ۱۳۷۹/۱/۲۱  | ایران ۳ - ۰ بحرین | تهران، ایران، آزادی         | مقدماتی جام ملت‌های آسیا ۲۰۰۰                  | فکری (۶۰) – کریمی (۷۰) – دایی (۸۲)                                                                 |
| ۴  | ۱۳۷۹/۱/۱۶  | ایران ۰ - ۱ بحرین | حلب، سوریه                  | مقدماتی جام ملت‌های آسیا ۲۰۰۰                  | سلمان محمد                                                                                         |
| ۳  | ۱۳۷۳/۷/۱۱  | ایران ۰ - ۰ بحرین | هیروشیما، ژاپن، و. هیروشیما | بازی‌های آسیایی ۱۹۹۴                           | [ ۲۴ ]                                                                                             |
| ۲  | ۱۳۵۴/۵/۲۹  | ایران ۳ - ۰ بحرین | تهران، ایران، امجدیه        | مقدماتی المپیک ۱۹۷۶                           | مظلومی (۱۵ و ۷۵) – پروین (۲۸)                                                                      |
| ۱  | ۱۳۵۳/۶/۱۶  | ایران ۶ - ۰ بحرین | تهران، ایران، امجدیه        | بازی‌های آسیایی ۱۹۷۴                           | جهانی (۲۵) – امین ثمره (۲۸-گل به خودی) – قلیچ‌خانی (۳۲) اعتمادی (۴۱) – دستجردی (۴۶) – حق‌وردیان (۷۳) |

## گلزنان
کلا ۲۲ بازیکن ایرانی با پیراهن تیم ملی ایران موفق به زدن گل به تیم بحرین شده‌اند که علی دایی با زدن ۴ گل بهترین گلزن ایران در تاریخ جدالهایش با تیم ملی بحرین است. برای تیم بحرین نیز ۱۲ بازیکن مختلف ۱۲ گل این تیم در برابر ایران را زده‌اند

### گلزنان تیم ملی ایران
- ۴ گل : علی دایی
- ۳ گل : هادی عقیلی
- ۲ گل : مجتبی جباری – فریدون زندی – علی کریمی – سردار ازمون - غلامحسین مظلومی
- ۱ گل : مسعود شجاعی – احسان حاج صفی – غلامرضا رضایی – کریم انصاری فرد – آندرانیک تیموریان
جلال حسینی – مهرداد اولادی – محمد نصرتی – جواد نکونام – محمود فکری – کارو حق‌وردیان
علی پروین – محمد دستجردی – محمود اعتمادی – پرویز قلیچ‌خانی – غفور جهانی - مهدی طارمی

یک گل ایران هم به اشتباه توسط دوارزی بازیکن بحرین به ثمر رسیده است.

### گلزنان تیم ملی بحرین
- ۱ گل : محمود علی طیب – محمد سیدعدنان – سلمان عیسی – اسماعیل عبداللطیف – محمود عبدالرحمان – محمد حسین
صالح فرحان – طلال یوسف – محمد حامد حسین – احمد حسین علی – عبداله مرزوقی – سلمان محمد